# Diego Sánchez Carvajal
Diego Ignacio Sánchez Carvajal (Santiago, 8 de mayo de 1987) es un futbolista chileno. Juega de guardameta y milita en Coquimbo Unido, de la Primera División de Chile.

## Carrera
Sánchez inició su carrera futbolística a los 12 años, cuando ingresó en las divisiones inferiores de Palestino, donde fue llevado por su padre Gustavo Sánchez, exguardameta de dicho club en los años 1980 y actual preparador de arqueros. Fue promovido al primer equipo el año 2007.
Debutó profesionalmente en el Torneo de Clausura 2007 por la lesión del portero titular Felipe Núñez, en donde turnó el puesto en varias ocasiones con el portero suplente Fernando Burgos.
El 2008 se integró a Unión Temuco. 2009 lo hizo en Deportes Temuco, donde fue titular (en 2013, ambos clubes desaparecieron por fusión mutua). El 2010 llegó a otro club de la tercera categoría: Barnechea. Sus buenas actuaciones lo llevaron el 2011 a fichar por Unión San Felipe, donde debutó ante Audax Italiano, y dos fechas más tarde disputó el partido ante Universidad de Chile, siendo elegido la figura del partido por la transmisión televisiva oficial. Finalmente, descendería a Primera B con el cuadro aconcagüino.
Tras la partida de Eduardo Lobos a Colo-Colo, Unión Española decide ficharlo junto con Raúl Olivares, con miras a la temporada 2013. Sánchez juega casi todo el Torneo de Transición como titular, excepto en el penúltimo partido ante Palestino, en el marco del clásico de colonias, donde el guardameta tuvo que salir de la cancha tras chocar con el delantero baisano Diego Chaves. Pese a que el cuerpo médico del club le recomendó no jugar el último partido, Sánchez decide entrar a la cancha, siendo clave en la obtención del séptimo título hispano. En total, Sánchez disputaría los 17 partidos del torneo (1 485 min en total), recibiendo 12 goles en contra.
El 30 de septiembre de 2017 en el empate 0-0 ante Universidad de Chile por la octava fecha del Transición 2017 Sánchez batió un récord de imbatilidad histórico en los hispanos logrando alcanzar los 625' (6 vallas invictas) sin recibir un gol superando el récord del "histórico" Mario Osbén de 531', en la jornada siguiente del Transición recibió 4 goles en la caída por el mismo marcador ante Palestino por ende el Mono perdió su récord de imbatilidad tras el gol de Sebastián Pinto a los 18' de partido, su récord llegó 643 minutos con la valla invicta.

## Estilo de juego
Sánchez ha nombrado a René Higuita y a Germán Burgos como sus referentes futbolísticos. Otro referente de Sánchez es Manuel Araya, a quién no vio jugar, pero conoce a través de las narraciones de su padre; Sánchez es comparado con Araya en cuanto a la personalidad excéntrica de ambos. A modo de homenaje, Sánchez utilizó una réplica del tradicional uniforme utilizado por Araya, durante el último partido del Torneo de Transición 2013, donde se coronó campeón con el club hispano.

## Controversias
Durante la noche entre el 14 y 15 de junio de 2021, Diego Sánchez fue detenido por conducir en estado de ebriedad y con documentos vencidos.

## Clubes
| Club                 | País  | Año       |
| -------------------- | ----- | --------- |
| Palestino            | Chile | 2007      |
| Unión Temuco         | Chile | 2008      |
| Deportes Temuco      | Chile | 2009      |
| Barnechea            | Chile | 2010      |
| Unión San Felipe     | Chile | 2011-2012 |
| Unión Española       | Chile | 2013-2021 |
| Deportes Antofagasta | Chile | 2022      |
| Coquimbo Unido       | Chile | 2023-Act. |

## Palmarés

### Campeonatos nacionales
| Título             | Equipo         | País  | Año    |
| ------------------ | -------------- | ----- | ------ |
| Primera División   | Unión Española | Chile | T-2013 |
| Supercopa de Chile | Unión Española | Chile | 2013   |